# Campalecium cirratum
Campalecium cirratum är en nässeldjursart som först beskrevs av Ernst Haeckel 1879.  Campalecium cirratum ingår i släktet Campalecium och familjen Lovenellidae. Inga underarter finns listade i Catalogue of Life.